# Cisticola ayresii
Cisticola ayresii là một loài chim trong họ Cisticolidae.